# Горін-Горяйнов Борис Анатолійович
Борис Анатолійович Горін-Горяйнов (1883, Санкт-Петербург — 15 квітня 1944, Ленінград) — російський радянський актор театру і кіно, народний артист РРФСР (1935).

## Життєпис
Борис Анатолійович Горін-Горяйнов народився в Петербурзі, батько — артист Александрінського театру А. М. Горін-Горяйнов.
Акторська кар'єра почалася в 1901 році: Горін-Горяйнов грав на сцені Гатчинського, Василеострівського театрів. У 1904 році він закінчив юридичний факультет Петербурзького університету і вступив у трупу М. М. Бородая в Києві. Потім повернувся в Петербург, грав у Новому театрі Л. Б. Яворської, у 1908 році був запрошений у московський Театр Корша, де служив до 1911 року.
З 1911 року і до кінця життя — актор Александрінського театру. Зіграв головні ролі у виставах за п'єсами «Ревізор», «Одруження Фігаро», «Пігмаліон» та інших.
Горін-Горяйнов блискуче виконував різнопланові ролі, грав героїв різного віку: на початку 20-х років він одночасно грає Крутицького у виставі «Не було ні гроша, та раптом алтин», Фадінара в «Солом'яному капелюшку», Митрофана в «Недоростку», Барона і Ваську Попела в «На дні» і кавалера Ріпафрата в «Шинкарці».
У 1933 році Горін-Горяйнов проявляє себе як театральний режисер: спільно з Б. Сушкевичем ставить спектакль «Дон-Кіхот» на Малій сцені, у 1934 спільно з В. Дудіним — спектакль «Чужа дитина».
Крім роботи в театрі Горін-Горяйнов знімався в кіно. Також є автором кількох автобіографічних книг і роману «Федір Волков», присвяченого долі російського актора Ф. Р. Волкова.
У роки Німецько-радянської війни Горін-Горяйнов, відмовившись від евакуації в Новосибірськ, залишається в блокадному Ленінграді, де помер у 1944 році.

## Визнання і нагороди
- 1935 — заслужений артист РРФСР

## Творчість

### Ролі в театрі
- «Дама з камеліями» А. Дюма — Арман Дюваль
- «Сірано де Бержерак» Е. Ростана — Сірано
- «Без вини винуваті» О. Островського — Міловзоров
- «Підступність і кохання» Ф. Шіллера — Фердинанд
- «На дні» М . Горького — Васька Попіл

#### Александрінський театр
- «Ревизор» М. Гоголя — Хлестаков
- «Женитьба Фігаро» П. Бомарше — Фігаро
- «На всякого мудреця досить простоти» О. Островского — Глумов
- «Пігмаліон» Б. Шоу — Гіггінс
- «Ліс» О. Островського — Буланов; у постановці В. П. Кожича — Щасливцев
- «Провінціалка» — граф Любін
- «Склянка води» — Болінгброк
- «Два брати» М. Лермонтова — князь Ліговський
- «Маскарад» М. Лермонтова — Казарін
- «Смерть Тарєлкіна» О. Сухово-Кобиліна — Тарєлкін
- «Не було ні гроша, та раптом алтин» О. Островського — Крутицький
- «Соломенная шляпка» Э. Лабиша й Марк-Мишеля — Фадінар
- «Недоросль» Д. Фонвизина — Митрофан
- «На дне» М. Горького — Барон
- «Трактирщица» К. Гольдони — кавалер Рипафрат
- «Цезарь и Клеопатра» У. Шекспира — Цезар
- «Мещанин во дворянстве» Мольера — Журден
- «Волки и овцы» А. Островского — Мурзавецкий
- «Плоды просвещения» Л. Толстого — Звездинцев
- «Горе от ума» А. Грибоедова — Фамусов
- «Свадьба Кречинского» А. Сухово-Кобылина — Расплюев
- «Таланты и поклонники» А. Островского, режиссёр В. П. Кожич — Нароков
- 1941 — "Дон Кихот" М. Булгакова по М. Сервантесу — Санчо Панса
- «Бойцы» Б. Ромашова — Ленчицкий
- «Огненный мост» Б. Ромашова — Дубровин-отец
- «Мандат» Н. Эрдмана — Гулячкин

### Фільмографія
- 1911 — Оборона Севастополя
- 1928 — Кульгавий пан
- 1934 — Поручик Кіже — граф Пален
- 1942 - Рукавиці